# Свідниця (гміна, Свідницький повіт)
Гміна Свідниця (пол. Gmina Świdnica) — сільська гміна у південно-західній Польщі. Належить до Свідницького повіту Нижньосілезького воєводства.
Станом на 31 грудня 2011 у гміні проживало 16498 осіб.

## Площа
Згідно з даними за 2007 рік площа гміни становила 208.28 км², у тому числі:
- орні землі: 69.00%
- ліси: 22.00%

Таким чином, площа гміни становить 28.04% площі повіту.

## Населення
Станом на 31 грудня 2011:
| Опис     | Загалом | Загалом | Чоловіки | Чоловіки | Жінки | Жінки |
| -------- | ------- | ------- | -------- | -------- | ----- | ----- |
| одиниця  | осіб    | %       | осіб     | %        | осіб  | %     |
| все      | 16498   | 100     | 8196     | 49.68    | 8302  | 50.32 |
| міське   | 0       | 100     | 0        |          | 0     |       |
| сільське | 16498   | 100     | 8196     | 49.68    | 8302  | 50.32 |

## Сусідні гміни
Гміна Свідниця межує з такими гмінами: Дзержонюв, Явожина-Шльонська, Марциновіце, Пешице, Свідниця, Швебодзіце, Валім, Валбжих, Жарув.